# Cele zece porunci

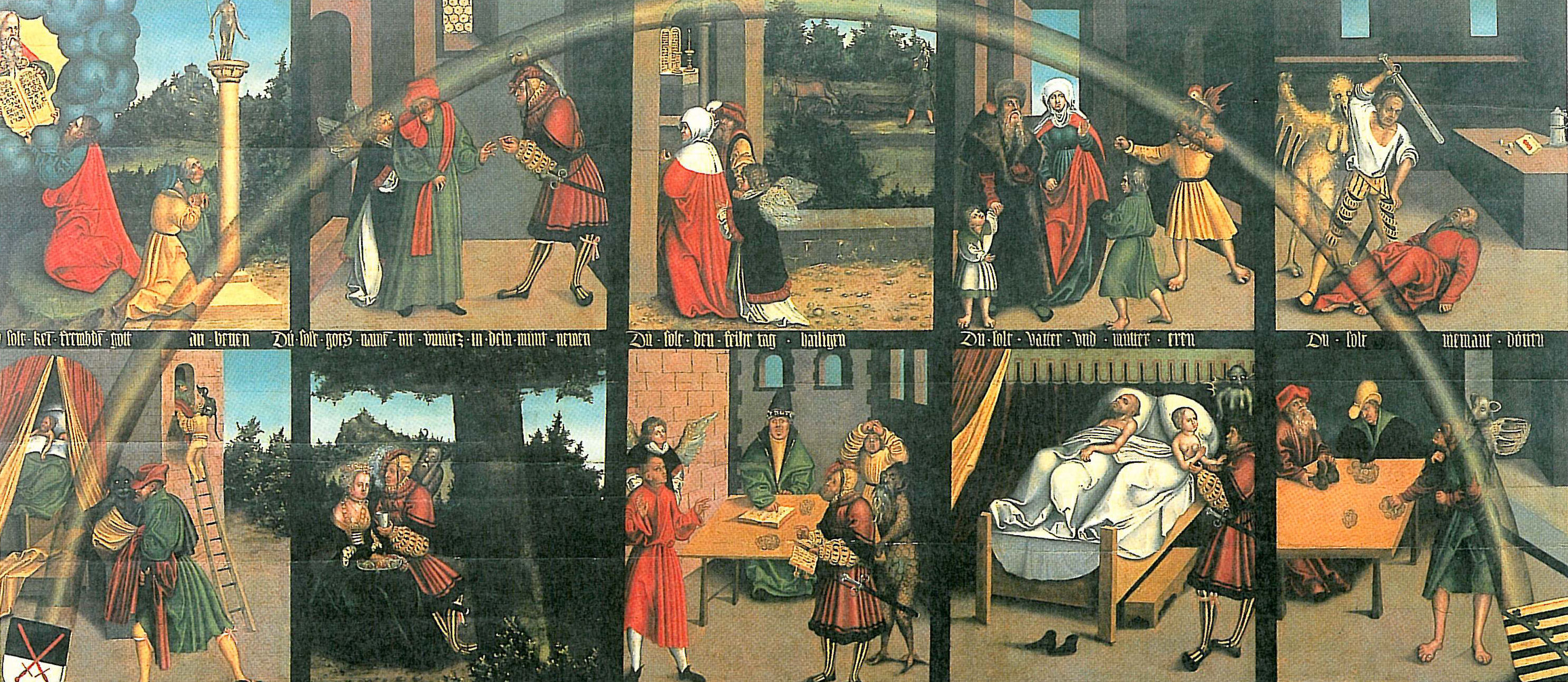
Cele zece porunci, pictură de Lucas Cranach (I).

Cele zece porunci, sau decalogul (din cuvintele grecești δεκα, deka, „zece” și λoγoς, logos, „cuvânt”), sunt zece reguli religioase care au o semnificație de bază în iudaism (prin Biblia ebraică) și creștinism (prin Vechiul Testament). Textul lor se află în cărțile Ieșirea (Exodul) și Deuteronomul.

## Încadrare

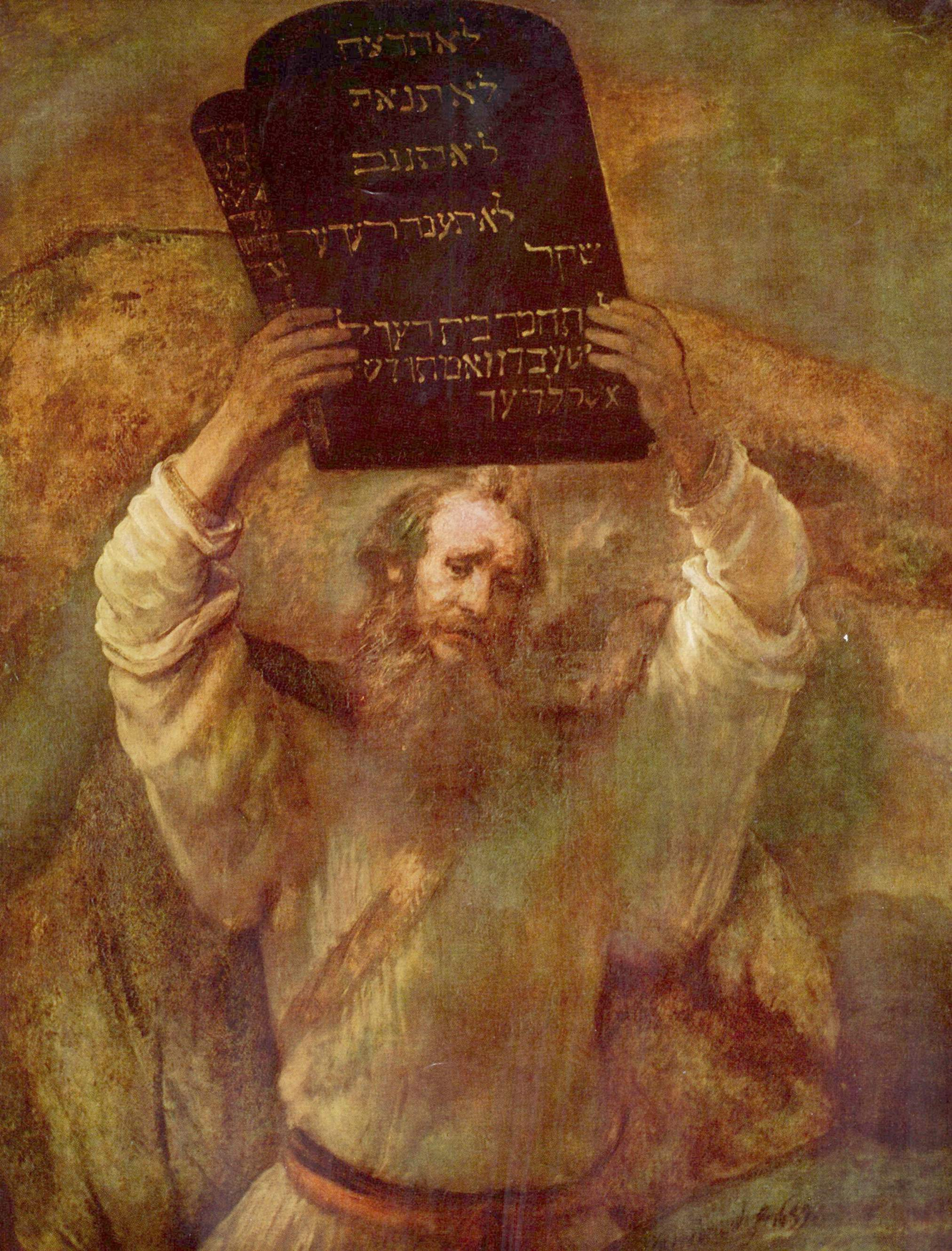
Moise cu cele 10 porunci. Pictură de Rembrandt

### În contextul Vechiului Testament
Cele zece porunci sunt prezente de trei ori în Vechiul Testament, fiind dictate conform Bibliei de către Dumnezeu lui Moise. Diferențele între două dintre versiuni sunt minore, dar există. O a treia versiune prezintă diferențe majore față de celelalte două.
Formularea poruncilor, în special aceea referitoare la închinarea la un singur dumnezeu, sugerează că mediul în care decalogul a fost conceput era unul preponderent politeist (henoteism/monolatrie).
Conducătorii politici în lumea antică orientală puneau în mod frecvent codurile de legi  create de ei pe seama unui zeu, pentru a le spori astfel autoritatea. Vechiul Testament nu face nici el excepție, decalogul, ca și întregul cod de practici enunțate în Levitic, fiind și ele atribuite zeului Iahve.
Alan Dershowitz a afirmat „Citit literal, decalogul conține 19 porunci și interdicții diferite.”

### Rolurile sociale ale femeilor
Cele zece porunci se adresau numai bărbaților evrei.
Biblistul Michael Coogan a observat că în conformitate cu textul celor zece porunci, soțiile sunt proprietatea bărbatului lor, căsătoria înseamnă transfer de proprietate (de la tată la soț), iar femeile sunt mai puțin prețioase decât proprietățile imobiliare, fiind menționate în urma lor. Adulterul este încălcarea dreptului de proprietate al unui bărbat. Cartea lui Coogan a fost criticată de Prof. Phyllis Trible, de la Wake Forest University School of Divinity din Carolina de Nord, întrucât nu observa că patriarhatul nu a fost decretat, ci doar descris de Dumnezeu, patriarhatul fiind specific oamenilor de după căderea în păcat. Ea admite că în această privință apostolul Pavel făcea aceeași greșeală ca și Coogan.
Porunca privitoare la adulter interzicea bărbaților israeliți să aibă contacte sexuale cu nevestele altor israeliți, dar bărbaților israeliți nu le era interzis să aibă contacte sexuale cu sclavele lor. Contactul sexual dintre un bărbat israelit, chiar căsătorit și o femeie nemăritată și nelogodită nu era considerat drept adulter. Această concepție despre adulter provine din aspectul economic al căsătoriilor israelite, adulterul fiind violarea posesiunii exclusive a soțului asupra nevestei sale, în timp ce nevasta, în calitate de posesiune, nu avea vreun astfel de drept asupra soțului ei.
Contactul sexual al lui David cu soția lui Urie nu s-a pus drept adulter, deoarece Urie nu era evreu și doar bărbații evrei erau protejați de codul legal de la Sinai.
Totuși, analizând problema strict după scripturi se observă ca David a plătit fapta comisă cu prețul întâiului născut din Bat-Sheba, totuși cel de al doilea fiu avea sa fie moștenitorul la tron, înțeleptul rege Solomon.

## Importanță politică
Unele dintre Porunci par problematice pentru oamenii moderni care trăiesc în societăți libere, cum ar fi că ele prevăd pedeapsa capitală pentru blasfemie, idolatrie, apostazie, adulter, blestemarea părinților proprii și încălcarea Sabatului.

## Cele zece porunci
|                  | Învățătura iudaică | Învățătura augustino-luterană | Învățătura ortodoxă | Învățătura catolică și luterană                                                                                        |
| Introducere      | Atunci Dumnezeu a rostit toate aceste cuvinte și a zis | Atunci Dumnezeu a rostit toate aceste cuvinte și a zis „Eu sunt Domnul, Dumnezeul tău.” | Atunci Dumnezeu a rostit toate aceste cuvinte și a zis „Eu sunt Domnul, Dumnezeul tău.” | Atunci Dumnezeu a rostit toate aceste cuvinte și a zis:                                                                |
| Prima Poruncă    | „Eu sunt Domnul, Dumnezeul tău.” | „Să nu ai alți dumnezei afară de Mine. Să nu-ți faci chip cioplit, nici vreo înfățișare a lucrurilor care sunt sus în ceruri, sau jos pe pământ, sau în apele mai de jos decât pământul. Să nu te închini înaintea lor și să nu le slujești.” | „Eu sunt Domnul Dumnezeul tău: să nu ai alți dumnezei afară de Mine. ” | „Eu sunt Domnul Dumnezeul tău: să nu ai alți dumnezei afară de mine, să nu-ți faci chip cioplit ca să te închini lui.” |
| Porunca a II-a   | „Să nu ai alți dumnezei afară de mine. Să nu-ți faci chip cioplit, nici vreo înfățișare a lucrurilor care sunt sus în ceruri, sau jos pe pământ, sau în apele mai de jos decât pământul. Să nu te închini înaintea lor și să nu le slujești.” | „Să nu iei în deșert Numele Domnului, Dumnezeului tău; căci Domnul nu va lăsa nepedepsit pe cel ce va lua în deșert Numele Lui.” | „ Să nu-ți faci chip cioplit, nici vreo înfățișare a lucrurilor care sunt sus în ceruri, sau jos pe pământ, sau în apele mai de jos decât pământul. Să nu te închini înaintea lor și să nu le slujești.” | „Să nu spui numele Domnului Dumnezeului tău în zadar.”                                                                 |
| Porunca a III-a  | „Să nu iei în deșert Numele Domnului, Dumnezeului tău; căci Domnul nu va lăsa nepedepsit pe cel ce va lua în deșert Numele Lui.” | „Adu-ți aminte de ziua de odihnă, ca s-o sfințești.” | „Să nu iei în deșert Numele Domnului, Dumnezeului tău; căci Domnul nu va lăsa nepedepsit pe cel ce va lua în deșert Numele Lui.”                                                                         | „Adu-ți aminte să sfințești ziua Domnului.”                                                                            |
| Porunca a IV-a   | „Adu-ți aminte de ziua de odihnă, ca s-o sfințești.” | „Cinstește pe tatăl tău și pe mama ta, pentru ca să ți se lungească zilele în țara, pe care ți-o dă Domnul, Dumnezeul tău.” | „Adu-ți aminte de ziua de odihnă, ca s-o sfințești. Lucrează șase zile și-ți fă în acelea toate treburile tale, iar ziua a șaptea este odihna Domnului Dumnezeului tău. ”                                | „Cinstește pe tatăl tău și pe mama ta, ca să-ți fie bine și să trăiești mult pe pământ.”                               |
| Porunca a V-a    | „Cinstește pe tatăl tău și pe mama ta, pentru ca să ți se lungească zilele în țara, pe care ți-o dă Domnul, Dumnezeul tău.” | „Să nu ucizi.” | „Cinstește pe tatăl tău și pe mama ta, ca să-ți fie bine și să trăiești ani mulți pe pământul pe care Domnul Dumnezeul tău ți-l va da ție.”                                                              | „Să nu ucizi.” |
| Porunca a VI-a   | „Să nu ucizi.” | „Să nu preacurvești.” | „Să nu ucizi.” | „Să nu faci fapte necurate.”                                                                                           |
| Porunca a VII-a  | „Să nu preacurvești.” | „Să nu furi.” | „Să nu fii desfrânat.” | „Să nu furi.” |
| Porunca a VIII-a | „Să nu furi.” | „Să nu mărturisești strâmb împotriva aproapelui tău.” | „Să nu furi.” | „Să nu mărturisești strâmb împotriva aproapelui tău.”                                                                  |
| Porunca a IX-a   | „Să nu mărturisești strâmb împotriva aproapelui tău.” | „Să nu poftești casa aproapelui tău.” | „Să nu mărturisești strâmb împotriva aproapelui tău.” | „Să nu poftești femeia aproapelui tău.”                                                                                |
| Porunca a X-a    | „Să nu poftești casa aproapelui tău; să nu poftești nevasta aproapelui tău, nici robul lui, nici roaba lui, nici boul lui, nici măgarul lui, nici vreun alt lucru care este al aproapelui tău.”                                               | „Să nu poftești nevasta aproapelui tău, nici robul lui, nici roaba lui, nici boul lui, nici măgarul lui, nici vreun alt lucru, care este al aproapelui tău.”                                                                                  | „Să nu poftești casa aproapelui tău; să nu poftești nevasta aproapelui tău, nici robul lui, nici roaba lui, nici boul lui, nici măgarul lui, nici vreun alt lucru care este al aproapelui tău.”          | „Să nu poftești casa aproapelui tău și nici un lucru ce este al lui.”                                                  |